# Vrt Foretić u Korčuli
Vrt Foretić je zaštićeni spomenik parkovne arhitekture. Nalazi se u gradu Korčuli, u starom predgrađu Borku, danas dijelom uže gradske jezgre. Datira iz 18. stoljeća. Jedinstven je primjerak vrtne umjetnosti iz tog vremena. Pripadao je obitelji Foretićima.
Vrt je barokno građen. Barokno su uređeni i pergola, šetnica, paviljon. Terasaste je strukture. Prepoznatljiva je tipična raslinja. U njemu su vrtni ukrasi, kipovi, odmarališta, kao i funkcionalni gospodarski elementi dodavani tijekom vremena. Ističe se kapelica u vrtu posvećena Blaženoj Djevici Mariji Pomoćnici kršćana koju je 1886. podigao Domeniko Foretić na spomen i zahvalu prve svete pričesti svoje djece.
Vrt je primjer kako ljudski rad može skladno preoblikovati prirodni okoliš. Pod državnom zaštitom od 1963. godine.